# Бернштейн, Натан Осипович
Ната́н О́сипович (Иосифович) Бернште́йн (1836, Броды — 29 января 1891, Одесса) — русский врач, учёный-физиолог.

## Биография
Родился в семье торговца. Начальное домашнее образование получил у своего деда Соломона Эгера в Познани, куда переехала семья. С 4-го класса учился во 2-й гимназии в Одессе, где его отец открыл лавку колониальных товаров (впоследствии на его деньги в Одессе был учреждён сиротский дом).
В 1858 г. окончил медицинский факультет Московского университета; в 1861 году защитил диссертацию на степень доктора медицины и, не имея права жительства, вернулся в Одессу. Работал сверхштатным ординатором городской больницы, одновременно (до 1862 г.) редактировал журнал «Сион». С 1865 года — доцент анатомии и физиологии Новороссийского университета (с 1871 г., когда кафедру физиологии занял профессор И. М. Сеченов, читал только анатомию). Избранный советом университета в экстраординарные профессора, он не был утвержден в этом звании, за неимением степени доктора зоологии, к которой были приурочены анатомия и физиология на физико-математическом факультете. Был уволен из университета по болезни (1882). Вторичное избрание, по предложению факультета на должность доцента в том же году не было утверждено министром: это был период реакции и официального антисемитизма. Бернштейн работал в берлинской физиологической лаборатории Дюбуа-Реймона (1866), в лаборатории Людвига в Лейпциге (1868—1869). Проявил энергичную деятельность в одесском обществе врачей, в котором он состоял сперва секретарем, затем в течение 8 лет товарищем председателя и, наконец, в продолжение 14 лет председателем.
Во время русско-турецкой войны 1877—1878 гг. заведовал палатой лазарета Красного Креста.
В 1881—1882 г. находился на лечении в Висбадене и Ницце. В 1882 г. был уволен по болезни; повторное избрание в звание доцента не было утверждено министром.
Кроме того, был гласным думы, попечителем городской больницы, почётным мировым судьей и попечителем одесской талмуд-торы. Состоял в обществе одесских врачей, 8 лет был товарищем председателя и 14 лет — председателем.

### Семья
Отец — Озиас Бернштейн, торговец. Мать происходила из пражского раввинского рода Эйгеров, дочь Соломона Эйгера (1785—1852), раввина в Познани, внучка Акивы Эйгера (1761—1837), главного раввина Познани.
Жена — Малка (Матильда) Марковна Серебряная (урождённая Слоним).
Дети:
- Александр (1870—1922) — психиатр, психотерапевт и психолог;
- Сергей (1880—1968) — математик.
- Маргарита Маргулиес—Аитова (21 октября 1876[5] — 1969, Париж), микробиолог[6], была замужем за дворянином, присяжным поверенным Мануилом Сигизмундовичем Маргулиесом[7].
- Елизавета Натановна Гессен (1872—?), была замужем за присяжным поверенным Вольфом (Владимиром) Самуиловичем Гессеном[7]. Их сын — поэт Алексей Владимирович Гессен (1900—1925), печатался в журнале «Русская мысль», газетах «Возрождение» и «Руль».

## Научная деятельность
В 1857 г., будучи студентом, за сочинение на тему «Анатомия и физиология лёгочно-желудочного нерва» получил золотую медаль.

### Избранные труды
- Бернштейн Н. И. Рассуждение об отправлениях легочно-желудочного нерва : Дисс. — М.: тип. В. Грачёва и комп., 1860. — 76 с.
  - Об отправлениях легочно-желудочного нерва. — М., 1960.
- Бернштейн Н. И. Руководство к частной физиологии. — Одесса: Имп. Новоросс. ун-т, 1868. — 312 с.

Статьи в «Московском врачебном журнале» (1858), газете «Сион» (1861), «Современной медицине» (1863), «Медицинском вестнике» (1864), «Архиве судебной медицины и общей гигиены», Gazette medicale de Paris (1865), Arbeiten а. d. physiol. Anstalt zu Leipzig (1869, 1870), Протоколах Общества Одесских врачей (1870).